# زبان اشاره ارمنی
زبان اشاره ارمنی (ارمنی: Հայերեն ժեստերի լեզու) زبان اشاره‌ای است که توسط ناشنوایان و کم شنوایان در ارمنستان و آرتساخ مورد استفاده قرار می‌گیرد.

## طبقه‌بندی
ویتمان (۱۹۹۱) ثابت کرده‌است که زبان اشاره ارمنی (ArSL) یک زبان تک‌خانواده می‌باشد.